# 16e étape du Tour de France 1996
Pour un article plus général, voir Tour de France 1996.
La 16e étape du Tour de France 1996 a eu lieu le 16 juillet 1996 entre la ville d'Agen et la station de ski d'Hautacam sur une distance de 199 km. Elle a été remportée par le Danois Bjarne Riis (Deutsche Telekom) Il l'emporte seul en échappée et devance le Français Richard Virenque et le Suisse Laurent Dufaux, tous deux membres de l'équipe Festina-Lotus de 49 secondes. Riis conserve évidemment le maillot jaune de leader au terme de l'étape.

## Profil et parcours
La seule difficulté du jour est l'arrivée à Hautacam classée hors catégorie.

## Déroulement

### Points distribués
| Sprint intermédiaire Laplume (km 11) | Sprint intermédiaire Laplume (km 11) | Sprint intermédiaire Laplume (km 11) | Sprint intermédiaire Laplume (km 11) | Sprint intermédiaire Laplume (km 11) |
| ------------------------------------ | ------------------------------------ | ------------------------------------ | ------------------------------------ | ------------------------------------ |
|                                      | Coureur                              | Pays                                 | Équipe                               | Point(s)                             |
| 1er                                  | Pascal Hervé                         | France                               | Festina-Lotus                        | 6                                    |
| 2e                                   | Erik Zabel                           | Allemagne                            | Deutsche Telekom                     | 4                                    |
| 3e                                   | Richard Virenque                     | France                               | Festina-Lotus                        | 2                                    |
| modifier                             |                                      |                                      |                                      |                                      |

| Sprint intermédiaire Saint-Martin (km 152.5) | Sprint intermédiaire Saint-Martin (km 152.5) | Sprint intermédiaire Saint-Martin (km 152.5) | Sprint intermédiaire Saint-Martin (km 152.5) | Sprint intermédiaire Saint-Martin (km 152.5) |
| -------------------------------------------- | -------------------------------------------- | -------------------------------------------- | -------------------------------------------- | -------------------------------------------- |
|                                              | Coureur                                      | Pays                                         | Équipe                                       | Point(s)                                     |
| 1er                                          | Laurent Roux                                 | France                                       | TVM-Farm Frites                              | 6                                            |
| 2e                                           | Mariano Piccoli                              | Italie                                       | Brescialat-Verynet                           | 4                                            |
| 3e                                           | Laurent Dufaux                               | Suisse                                       | Festina-Lotus                                | 2                                            |
| modifier                                     |                                              |                                              |                                              |                                              |

| Arrivée d'étape Hautacam (km 199) | Arrivée d'étape Hautacam (km 199) | Arrivée d'étape Hautacam (km 199) | Arrivée d'étape Hautacam (km 199) | Arrivée d'étape Hautacam (km 199) |
| --------------------------------- | --------------------------------- | --------------------------------- | --------------------------------- | --------------------------------- |
|                                   | Coureur                           | Pays                              | Équipe                            | Point(s)                          |
| 1er                               | Bjarne Riis                       | Danemark                          | Deutsche Telekom                  | 25                                |
| 2e                                | Richard Virenque                  | France                            | Festina-Lotus                     | 22                                |
| 3e                                | Laurent Dufaux                    | Suisse                            | Festina-Lotus                     | 20                                |
| 4e                                | Luc Leblanc                       | France                            | Polti                             | 18                                |
| 5e                                | Leonardo Piepoli                  | Italie                            | Refin-Mobilevetta                 | 16                                |
| 6e                                | Tony Rominger                     | Suisse                            | Mapei-GB                          | 15                                |
| 7e                                | Jan Ullrich                       | Allemagne                         | Deutsche Telekom                  | 14                                |
| 8e                                | Piotr Ugrumov                     | Lettonie                          | Roslotto-ZG Mobili                | 13                                |
| 9e                                | Laurent Brochard                  | France                            | Festina-Lotus                     | 12                                |
| 10e                               | Fernando Escartin                 | Espagne                           | Kelme-Artiach                     | 11                                |
| modifier                          |                                   |                                   |                                   |                                   |

| Côte de Pouyastruc (km 134.5) 4e catégorie | Côte de Pouyastruc (km 134.5) 4e catégorie | Côte de Pouyastruc (km 134.5) 4e catégorie | Côte de Pouyastruc (km 134.5) 4e catégorie | Côte de Pouyastruc (km 134.5) 4e catégorie |
| ------------------------------------------ | ------------------------------------------ | ------------------------------------------ | ------------------------------------------ | ------------------------------------------ |
|                                            | Coureur                                    | Pays                                       | Équipe                                     | Point(s)                                   |
| 1er                                        | Laurent Roux                               | France                                     | TVM-Farm Frites                            | 5                                          |
| 2e                                         | Mariano Piccoli                            | Italie                                     | Brescialat-Verynet                         | 3                                          |
| 3e                                         | Pascal Richard                             | Suisse                                     | MG Boys Maglificio-Technogym               | 1                                          |
| modifier                                   |                                            |                                            |                                            |                                            |

| Montée d'Hautacam (km 199) Hors catégorie | Montée d'Hautacam (km 199) Hors catégorie | Montée d'Hautacam (km 199) Hors catégorie | Montée d'Hautacam (km 199) Hors catégorie | Montée d'Hautacam (km 199) Hors catégorie |
| ----------------------------------------- | ----------------------------------------- | ----------------------------------------- | ----------------------------------------- | ----------------------------------------- |
|                                           | Coureur                                   | Pays                                      | Équipe                                    | Point(s)                                  |
| 1er                                       | Bjarne Riis                               | Danemark                                  | Deutsche Telekom                          | 40                                        |
| 2e                                        | Richard Virenque                          | France                                    | Festina-Lotus                             | 35                                        |
| 3e                                        | Laurent Dufaux                            | Suisse                                    | Festina-Lotus                             | 30                                        |
| 4e                                        | Luc Leblanc                               | France                                    | Polti                                     | 26                                        |
| 5e                                        | Leonardo Piepoli                          | Italie                                    | Refin-Mobilevetta                         | 22                                        |
| 6e                                        | Tony Rominger                             | Suisse                                    | Mapei-GB                                  | 18                                        |
| 7e                                        | Jan Ullrich                               | Allemagne                                 | Deutsche Telekom                          | 16                                        |
| 8e                                        | Piotr Ugrumov                             | Lettonie                                  | Roslotto-ZG Mobili                        | 14                                        |
| 9e                                        | Laurent Brochard                          | France                                    | Festina-Lotus                             | 12                                        |
| 10e                                       | Fernando Escartin                         | Espagne                                   | Kelme-Artiach                             | 10                                        |
| modifier                                  |                                           |                                           |                                           |                                           |

## Classement de l'étape
| \| Classement de l'étape \| Classement de l'étape \| Classement de l'étape \| Classement de l'étape \| Classement de l'étape \| \| Coureur \| Coureur \| Pays \| Équipe \| Temps \| \| --------------------- \| --------------------- \| --------------------- \| --------------------- \| --------------------- \| \| 1er \| Bjarne Riis \| Danemark \| Deutsche Telekom \| 4 h 56 min 16 s \| \| 2e \| Richard Virenque \| France \| Festina-Lotus \| + 49 s \| \| 3e \| Laurent Dufaux \| Suisse \| Festina-Lotus \| + 49 s \| \| 4e \| Luc Leblanc \| France \| Polti \| + 54 s \| \| 5e \| Leonardo Piepoli \| Italie \| Refin-Mobilvetta \| + 57 s \| \| 6e \| Tony Rominger \| Suisse \| Mapei-GB \| + 1 min 33 s \| \| 7e \| Jan Ullrich \| Allemagne \| Deutsche Telekom \| + 1 min 33 s \| \| 8e \| Piotr Ugrumov \| Lettonie \| Roslotto-ZG Mobili \| + 1 min 33 s \| \| 9e \| Laurent Brochard \| France \| Festina-Lotus \| + 1 min 41 s \| \| 10e \| Fernando Escartín \| Espagne \| Kelme-Artiach \| + 1 min 46 s \| |                   |           |                    |                 |
| |                   |           |                    |                 |
| |                   |           |                    |                 |
| Classement de l'étape |                   |           |                    |                 |
| Coureur | Coureur           | Pays      | Équipe             | Temps           |
| 1er | Bjarne Riis       | Danemark  | Deutsche Telekom   | 4 h 56 min 16 s |
| 2e | Richard Virenque  | France    | Festina-Lotus      | + 49 s          |
| 3e | Laurent Dufaux    | Suisse    | Festina-Lotus      | + 49 s          |
| 4e | Luc Leblanc       | France    | Polti              | + 54 s          |
| 5e | Leonardo Piepoli  | Italie    | Refin-Mobilvetta   | + 57 s          |
| 6e | Tony Rominger     | Suisse    | Mapei-GB           | + 1 min 33 s    |
| 7e | Jan Ullrich       | Allemagne | Deutsche Telekom   | + 1 min 33 s    |
| 8e | Piotr Ugrumov     | Lettonie  | Roslotto-ZG Mobili | + 1 min 33 s    |
| 9e | Laurent Brochard  | France    | Festina-Lotus      | + 1 min 41 s    |
| 10e | Fernando Escartín | Espagne   | Kelme-Artiach      | + 1 min 46 s    |

## Classement général
| \| Classement général \| Classement général \| Classement général \| Classement général \| Classement général \| \| Coureur \| Coureur \| Pays \| Équipe \| Temps \| \| ------------------ \| ------------------ \| ------------------ \| ------------------ \| ------------------ \| \| 1er \| Bjarne Riis \| Danemark \| Deutsche Telekom \| 74 h 08 min 26 s \| \| 2e \| Abraham Olano \| Espagne \| Mapei-GB \| + 2 min 42 s \| \| 3e \| Tony Rominger \| Suisse \| Mapei-GB \| + 2 min 54 s \| \| 4e \| Jan Ullrich \| Allemagne \| Deutsche Telekom \| + 3 min 39 s \| \| 5e \| Richard Virenque \| France \| Festina-Lotus \| + 4 min 05 s \| \| 6e \| Evgueni Berzin \| Russie \| Gewiss-Playbus \| + 4 min 07 s \| \| 7e \| Laurent Dufaux \| Suisse \| Festina-Lotus \| + 5 min 52 s \| \| 8e \| Peter Luttenberger \| Autriche \| Carrera Jeans \| + 5 min 59 s \| \| 9e \| Fernando Escartín \| Espagne \| Kelme-Artiach \| + 7 min 03 s \| \| 10e \| Miguel Indurain \| Espagne \| Banesto \| + 7 min 06 s \| |                    |           |                  |                  |
| |                    |           |                  |                  |
| |                    |           |                  |                  |
| Classement général |                    |           |                  |                  |
| Coureur | Coureur            | Pays      | Équipe           | Temps            |
| 1er | Bjarne Riis        | Danemark  | Deutsche Telekom | 74 h 08 min 26 s |
| 2e | Abraham Olano      | Espagne   | Mapei-GB         | + 2 min 42 s     |
| 3e | Tony Rominger      | Suisse    | Mapei-GB         | + 2 min 54 s     |
| 4e | Jan Ullrich        | Allemagne | Deutsche Telekom | + 3 min 39 s     |
| 5e | Richard Virenque   | France    | Festina-Lotus    | + 4 min 05 s     |
| 6e | Evgueni Berzin     | Russie    | Gewiss-Playbus   | + 4 min 07 s     |
| 7e | Laurent Dufaux     | Suisse    | Festina-Lotus    | + 5 min 52 s     |
| 8e | Peter Luttenberger | Autriche  | Carrera Jeans    | + 5 min 59 s     |
| 9e | Fernando Escartín  | Espagne   | Kelme-Artiach    | + 7 min 03 s     |
| 10e | Miguel Indurain    | Espagne   | Banesto          | + 7 min 06 s     |

## Classements annexes
| Classement par points | Classement par points    | Classement par points | Classement par points        | Classement par points |
| Coureur               | Coureur                  | Pays                  | Équipe                       | Points                |
| --------------------- | ------------------------ | --------------------- | ---------------------------- | --------------------- |
| 1er                   | Erik Zabel               | Allemagne             | Deutsche Telekom             | 265 pts               |
| 2e                    | Frédéric Moncassin       | France                | Gan                          | 208 pts               |
| 3e                    | Fabio Baldato            | Italie                | MG Boys Maglificio-Technogym | 188 pts               |
| 4e                    | Djamolidine Abdoujaparov | Ouzbekistan           | Refin-Mobilvetta             | 149 pts               |
| 5e                    | Jeroen Blijlevens        | Pays-Bas              | TVM-Farm Frites              | 121 pts               |

| Classement par points | Classement par points    | Classement par points | Classement par points        | Classement par points |
| Coureur               | Coureur                  | Pays                  | Équipe                       | Points                |
| --------------------- | ------------------------ | --------------------- | ---------------------------- | --------------------- |
| 1er                   | Erik Zabel               | Allemagne             | Deutsche Telekom             | 265 pts               |
| 2e                    | Frédéric Moncassin       | France                | Gan                          | 208 pts               |
| 3e                    | Fabio Baldato            | Italie                | MG Boys Maglificio-Technogym | 188 pts               |
| 4e                    | Djamolidine Abdoujaparov | Ouzbekistan           | Refin-Mobilvetta             | 149 pts               |
| 5e                    | Jeroen Blijlevens        | Pays-Bas              | TVM-Farm Frites              | 121 pts               |

| Classement de la montagne | Classement de la montagne | Classement de la montagne | Classement de la montagne | Classement de la montagne |
| Coureur                   | Coureur                   | Pays                      | Équipe                    | Points                    |
| ------------------------- | ------------------------- | ------------------------- | ------------------------- | ------------------------- |
| 1er                       | Richard Virenque          | France                    | Festina-Lotus             | 259 pts                   |
| 2e                        | Bjarne Riis               | Danemark                  | Deutsche Telekom          | 173 pts                   |
| 3e                        | Luc Leblanc               | France                    | Polti                     | 134 pts                   |
| 4e                        | Tony Rominger             | Suisse                    | Mapei-GB                  | 125 pts                   |
| 5e                        | Laurent Brochard          | France                    | Festina-Lotus             | 123 pts                   |

| Classement de la montagne | Classement de la montagne | Classement de la montagne | Classement de la montagne | Classement de la montagne |
| Coureur                   | Coureur                   | Pays                      | Équipe                    | Points                    |
| ------------------------- | ------------------------- | ------------------------- | ------------------------- | ------------------------- |
| 1er                       | Richard Virenque          | France                    | Festina-Lotus             | 259 pts                   |
| 2e                        | Bjarne Riis               | Danemark                  | Deutsche Telekom          | 173 pts                   |
| 3e                        | Luc Leblanc               | France                    | Polti                     | 134 pts                   |
| 4e                        | Tony Rominger             | Suisse                    | Mapei-GB                  | 125 pts                   |
| 5e                        | Laurent Brochard          | France                    | Festina-Lotus             | 123 pts                   |

| Classement du meilleur jeune | Classement du meilleur jeune | Classement du meilleur jeune | Classement du meilleur jeune | Classement du meilleur jeune |
| Coureur                      | Coureur                      | Pays                         | Équipe                       | Temps                        |
| ---------------------------- | ---------------------------- | ---------------------------- | ---------------------------- | ---------------------------- |
| 1er                          | Jan Ullrich                  | Allemagne                    | Deutsche Telekom             | 74 h 12 min 05 s             |
| 2e                           | Peter Luttenberger           | Autriche                     | Carrera Jeans                | + 2 min 00 s                 |
| 3e                           | Leonardo Piepoli             | Italie                       | Refin-Mobilvetta             | + 7 min 22 s                 |
| 4e                           | Manuel Fernández Ginés       | Espagne                      | Mapei-GB                     | + 9 min 28 s                 |
| 5e                           | Michael Boogerd              | Pays-Bas                     | Rabobank                     | + 30 min 17 s                |

| Classement du meilleur jeune | Classement du meilleur jeune | Classement du meilleur jeune | Classement du meilleur jeune | Classement du meilleur jeune |
| Coureur                      | Coureur                      | Pays                         | Équipe                       | Temps                        |
| ---------------------------- | ---------------------------- | ---------------------------- | ---------------------------- | ---------------------------- |
| 1er                          | Jan Ullrich                  | Allemagne                    | Deutsche Telekom             | 74 h 12 min 05 s             |
| 2e                           | Peter Luttenberger           | Autriche                     | Carrera Jeans                | + 2 min 00 s                 |
| 3e                           | Leonardo Piepoli             | Italie                       | Refin-Mobilvetta             | + 7 min 22 s                 |
| 4e                           | Manuel Fernández Ginés       | Espagne                      | Mapei-GB                     | + 9 min 28 s                 |
| 5e                           | Michael Boogerd              | Pays-Bas                     | Rabobank                     | + 30 min 17 s                |

| Classement par équipes | Classement par équipes | Classement par équipes | Classement par équipes |
| Équipe                 | Équipe                 | Pays                   | Temps                  |
| ---------------------- | ---------------------- | ---------------------- | ---------------------- |
| 1re                    | Mapei-GB               | Italie                 | 222 h 41 min 42 s      |
| 2e                     | Festina-Lotus          | France                 | + 20 s                 |
| 3e                     | Deutsche Telekom       | Allemagne              | + 53 s                 |
| 4e                     | Rabobank               | Pays-Bas               | + 22 min 08 s          |
| 5e                     | ONCE                   | Espagne                | + 33 min 02 s          |

| Classement par équipes | Classement par équipes | Classement par équipes | Classement par équipes |
| Équipe                 | Équipe                 | Pays                   | Temps                  |
| ---------------------- | ---------------------- | ---------------------- | ---------------------- |
| 1re                    | Mapei-GB               | Italie                 | 222 h 41 min 42 s      |
| 2e                     | Festina-Lotus          | France                 | + 20 s                 |
| 3e                     | Deutsche Telekom       | Allemagne              | + 53 s                 |
| 4e                     | Rabobank               | Pays-Bas               | + 22 min 08 s          |
| 5e                     | ONCE                   | Espagne                | + 33 min 02 s          |